# صنعت زبان
صنعت زبان (انگلیسی: Language industry) شاخه ای از صنایع می‌باشد، که ارتباطات چند زبانه را از طریق خواندن و نوشتن، تسهیل می‌نماید. محدوده خدمات این صنعت شامل حوزه‌هایی چون ترجمه، ویراستاری، نمونه‌خوانی، ترجمه هم‌زمان، ترجمه ماشینی و… می‌باشد.